# 扬州之战 (192年)
扬州之战，是汉献帝初平三年（192年），后将军袁术击灭冀州牧袁绍任命的扬州刺史袁遗的戰役。
192年，东汉朝廷任命的扬州刺史陈温去世，冀州牧袁绍表袁遗为扬州刺史。袁术想要占据扬州，不觉大怒，起兵攻打袁遗。袁遗被击败，逃奔沛国（治所在相县，今安徽省淮北市濉溪县西北），被乱兵所杀。袁术占据了扬州，任命吴郡太守陈沬为扬州刺史。